# Первомайскоє (Гинчештський район)
Пєрвомайскоє (рум. Pervomaiscoe) — село у Гинчештському районі Молдови. Утворює окрему комуну.

## Населення
За даними перепису населення 2004 року у селі проживали 783 особи.
Національний склад населення села:
| Національність   | Кількість осіб | Відсоток   |
| ---------------- | -------------- | ---------- |
| молдавани румуни | 764 8          | 97,6% 1,0% |
| українці         | 8              | 1,0%       |
| росіяни          | 3              | 0,4%       |
| Всього           | 783            | 100%       |